# Wiener Sprosse

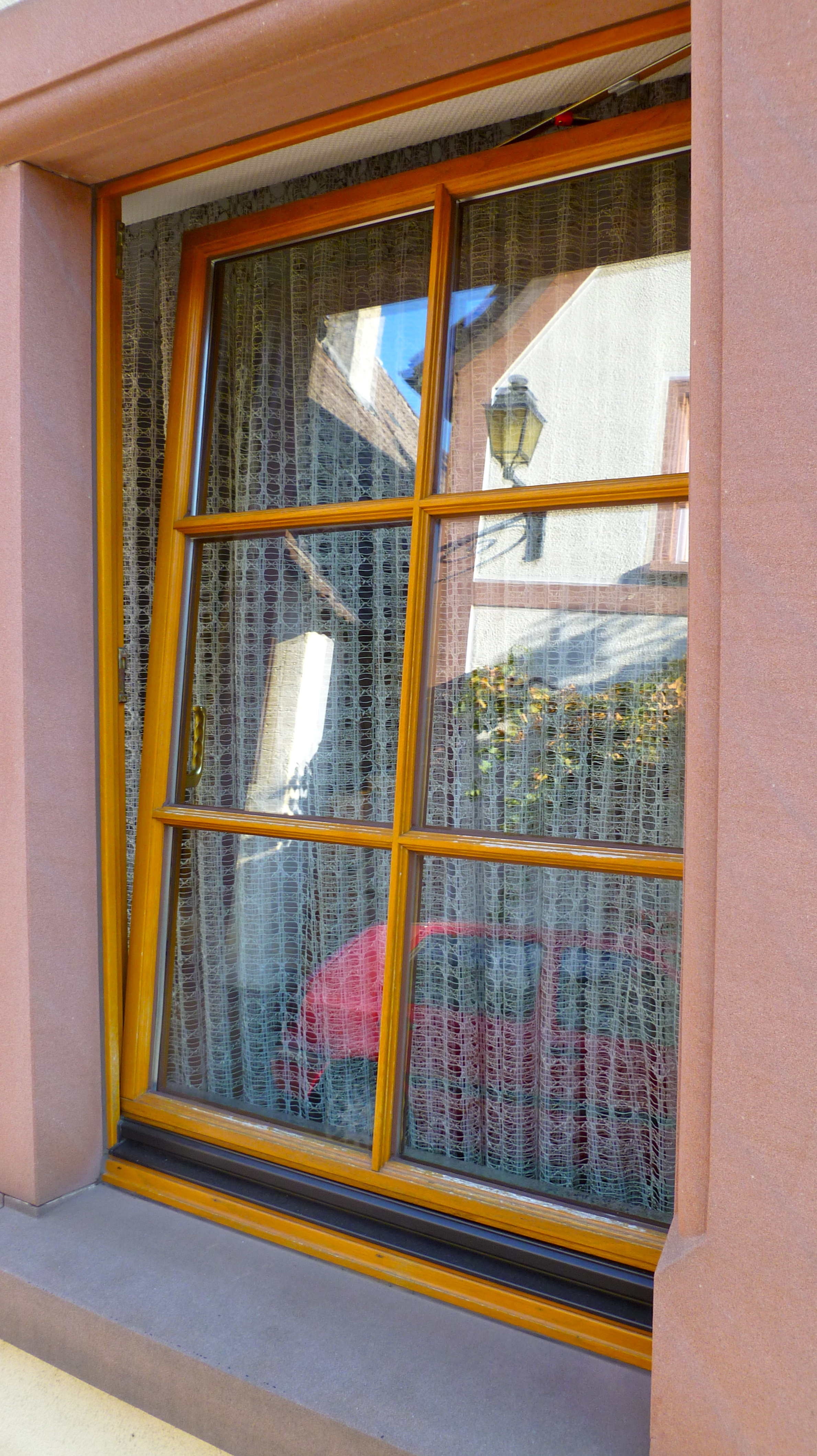
Modernes Fenster mit „Wiener Sprosse“ in einem Baudenkmal.

„Wiener Sprosse“, auch „unechte Sprosse“, „Scheinsprosse“ oder „Denkmalsprosse“, ist die Bezeichnung für ein Fenster-Sprossensystem, das aus einer zweiteiligen Attrappe besteht:
- einer industriell hergestellten Isolierglasscheibe, in deren Zwischenraum Attrappen von „Abstandhalterprofilen“ aus Aluminium eingepasst sind (innere Attrappe) und
- einem dazu passenden handwerklich ebenfalls als Attrappe hergestellten Sprossenrahmen aus Holz, der auf die Isolierglasscheibe aufgeklebt wird (äußere Attrappe).

## Eigenschaften
Die „Wiener Sprosse“ soll aus der Nähe betrachtet den optischen Eindruck vermitteln, dass es sich um ein Isolierglasfenster mit einzelnen Isolierglasscheiben handelt. Im Gegensatz zum Einbau einzelner Isolierglasscheiben mit entsprechend breiten Sprossen kann die „Wiener Sprosse“ sehr schmal gehalten werden, da es sich um eine Attrappe handelt. Eine solche große Isolierglasscheibe ist in der Herstellung billiger und als Bauteil leichter als einzelne kleine Isolierglasscheiben. Damit der innere Sprossenrahmen aus Aluminiumprofilen nicht als Wärmeleiter wirkt, muss er so zwischen die Isolierglasscheiben eingepasst sein, dass er nicht die Scheiben berührt. Die aufgeklebte Sprossenattrappe aus Holzprofilen muss die industriell vorgefertigte Sprossenattrappe aus Aluminiumprofilen zwischen den Isolierglasscheiben exakt abdecken. Damit die Illusion einzelner Isolierglasscheiben entsteht, muss die Fuge zwischen den aufgeklebten Sprossen aus Holz und der Isolierglasscheibe mit Silikon ausgespritzt werden. Ein Schaden an dieser Abdichtung mit Silikon ist nur ästhetischer Art, denn es handelt sich um eine sonst zweckfreie Abdichtung.

## Verwendung
Besonders in historischen Gebäuden und Baudenkmälern sollen Fenster mit schmalen Sprossen aus der Ferne betrachtet den Eindruck vermitteln, dass es sich um historische Fenster mit Einfachscheiben handelt. In Baudenkmälern wurden vielfach Fenster mit „Wiener Sprosse“ als Austausch für historische Sprossenfenster behördlich genehmigt, da sie schmale Sprossen haben und darüber hinaus den „Eindruck einer Echtsprossen-Isolierglaseinheit“ vermitteln.

## Kritik

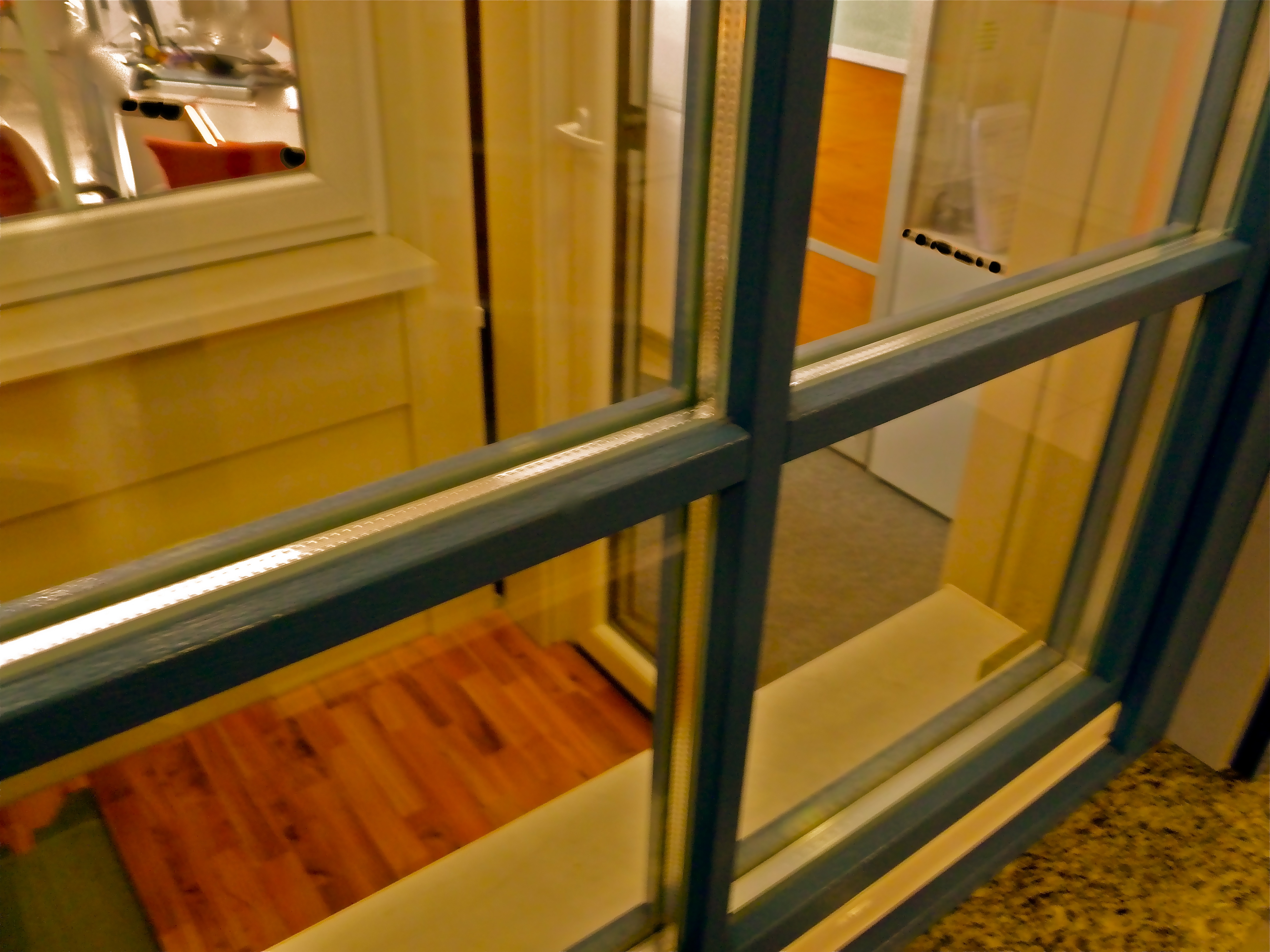
Detailaufnahme einer „Wiener Sprosse“.

Innerhalb der amtlichen Denkmalpflege ist der Einsatz der „Wiener Sprosse“ als Imitation eines Echtsprossen-Isolierglas-Fensters, das wiederum die historisierende Nachahmung eines historischen Einfachfensters mit Sprossen darstellt, nicht nur als Isolierglasfenster umstritten. Die Sonderbarkeit der Wiener Sprosse liegt darin, dass sie nicht in erster Linie ein historisches Sprossenfenster, sondern vor allem ein Echtsprossen-Isolierglas-Fenster mit einzelnen Isolierglasscheiben zwischen echten Sprossen imitieren soll. Sie hat die doppelte Funktion, zunächst aus der Ferne, dann aber auch aus der Nähe den Betrachter zu täuschen. Diese irreführende Form der Fenstersanierung widerspricht damit einem Grundsatz der Denkmalpflege bei Eingriffen in die Bausubstanz: Authentizität, Werk- und Materialgerechtigkeit sowie Reversibilität der Maßnahmen bei Instandsetzungsarbeiten am Baudenkmal sollen gewahrt bleiben. Dieser handwerkliche und qualitative Unterschied zwischen Original, historisch korrekter Kopie und einer Imitation wird an der umstrittenen „Denkmalsprosse“ deutlich.

## Ursprung und Bezeichnung
Dieses historisierende Sprossensystem wurde von der österreichischen Niederlassung der Interpane Glas Industrie GmbH in Parndorf bei Wien 1984 erfunden und trägt daher diesen Namen.